# Saint-Paul-de-Vence
Saint-Paul-de-Vence é uma comuna francesa na região administrativa da Provença-Alpes-Costa Azul, no departamento Alpes Marítimos. Estende-se por uma área de 7,26 km², com 3 336 habitantes, segundo os censos de 2005, com uma densidade de 459 hab/km².
Em razão de sua proximidade com a comuna de Vence e para distinguí-la de outras comunas homônimas, é freqëntemente chamada Saint-Paul de Vence, mas este nome não é oficial. 

## Personalidades ligadas à comuna
Numerosos artistas e escritores freqüentaram a localidade, especialmente o albergue Colombe d'or, destacando-se Matisse, Modigliani, Chagall, Jean Giono, Jacques Prévert, Yves Montand, James Baldwin e Simone Signoret.
Célestin Freinet ensinou em Saint-Paul de Vence até que se indispôs com o prefeito e os notáveis da cidade, em razão dos seus métodos pedagógicos inovadores, e foi demitido. O conflito rapidamente tomou proporções de um caso nacional, o que o levou a criar sua própria escola em Vence.
Paul Frère, piloto automobilístico e jornalista belga, também viveu em Saint-Paul por muitos anos, até sua morte em 23 de fevereiro de 2008.